# 부에나 비스타 전투
부에나 비스타 전투(Battle of Buena Vista, 1847년 2월 23일)는 멕시코-미국 전쟁에서 미군이 대포를 사용하여 대규모의 멕시코군을 격퇴한 전투이다. 부에나 비스타는 멕시코 북부 코아우일라주의 살티요의 남쪽 12km 지점에 있는 마을이다.

## 배경
1846년 9월 몬테레이 전투 이후 재커리 테일러 장군의 점령군의 대부분은 멕시코시티 로 향하는 윈필드 스콧 장군의 원정대 주력으로 되기 위해 멕시코만 연안에 파견되었다. 테일러는 자신의 대통령 선거 운동에 도움이 될 이후의 군사적 성공을 제임스 포크 대통령이 가로채려 한다고 생각했다. 테일러는 몬테레이에서 멈추라는 명령을 무시하기로 했다. 멕시코 깊은 곳까지 진군해 살티요를 점령했다. 또한 치와와주에 원정하고 있던 존 E. 울이 지휘하는 중앙 사단을 우회하여 살티요에 합류시켰다. 울 사단을 따라 미군은 4,500명 정도의 병력이었지만, 그 대부분은 전투가 처음인 지원병 부대였다.
1846년 여름, 안토니오 로페스 데 산타 안나가 망명처에서 귀국해 곧바로 권력을 잡았다. 몬테레이가 함락되자, 산타 안나는 산루이스포토시주에서 약 25,000명 규모의 군대를 준비했다. 스콧 장군이 테일러 장군에게 멕시코만의 테일러 주력군을 보내달라고 요청한 편지가 멕시코 측에 입수되자, 산타 안나는 곧바로 북쪽으로 행군하여 미군이 물러나있는 동안 테일러군을 멕시코에서 축출하려 했다.
테일러는 산타 안나가 북쪽으로 향하고 있는 것을 알고, 살티요에서 약 30km 남쪽 아구아 누에바로 이동했다. 테일러는 텍사스 레인저스의 벤 맥클록 소령을 파견하여 멕시코 군대를 정찰시켰다. 맥클록은 100km 남쪽에서 산타 안나 군을 찾아 2월 21일에 테일러에게 알렸다. 테일러는 아구아 누에바의 19km 북쪽 부에나 비스타에 있는 고개까지 물러났다. 울 장군은 방어 배치를 맡게 되었다. 그날 늦게 산타 안나가 12,000명의 병력을 거느리고 아구아 누에바에 도착했다.
그 군대는 산루이스포토시에서 긴 행군을 하는 동안에 탈주와 소모를 하여 세력이 약해져 있었다. 산타 안나는 미군이 철수를 위해 부에나 비스타까지 물러갔다고 생각하고 항복을 요구했다. 테일러의 부관 윌리엄 월러스 스미스 블리스는 미군은 항복을 거부한다고 능변으로 응수했다. 그 물자의 안전이 맘에 걸린 테일러는 그날 밤 말을 타고 살티요로 가서 후방 보호 조치를 했다.

## 전투

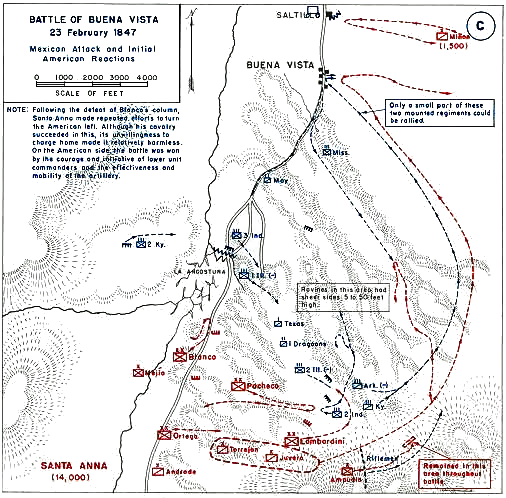
부에나 비스타 전투도.

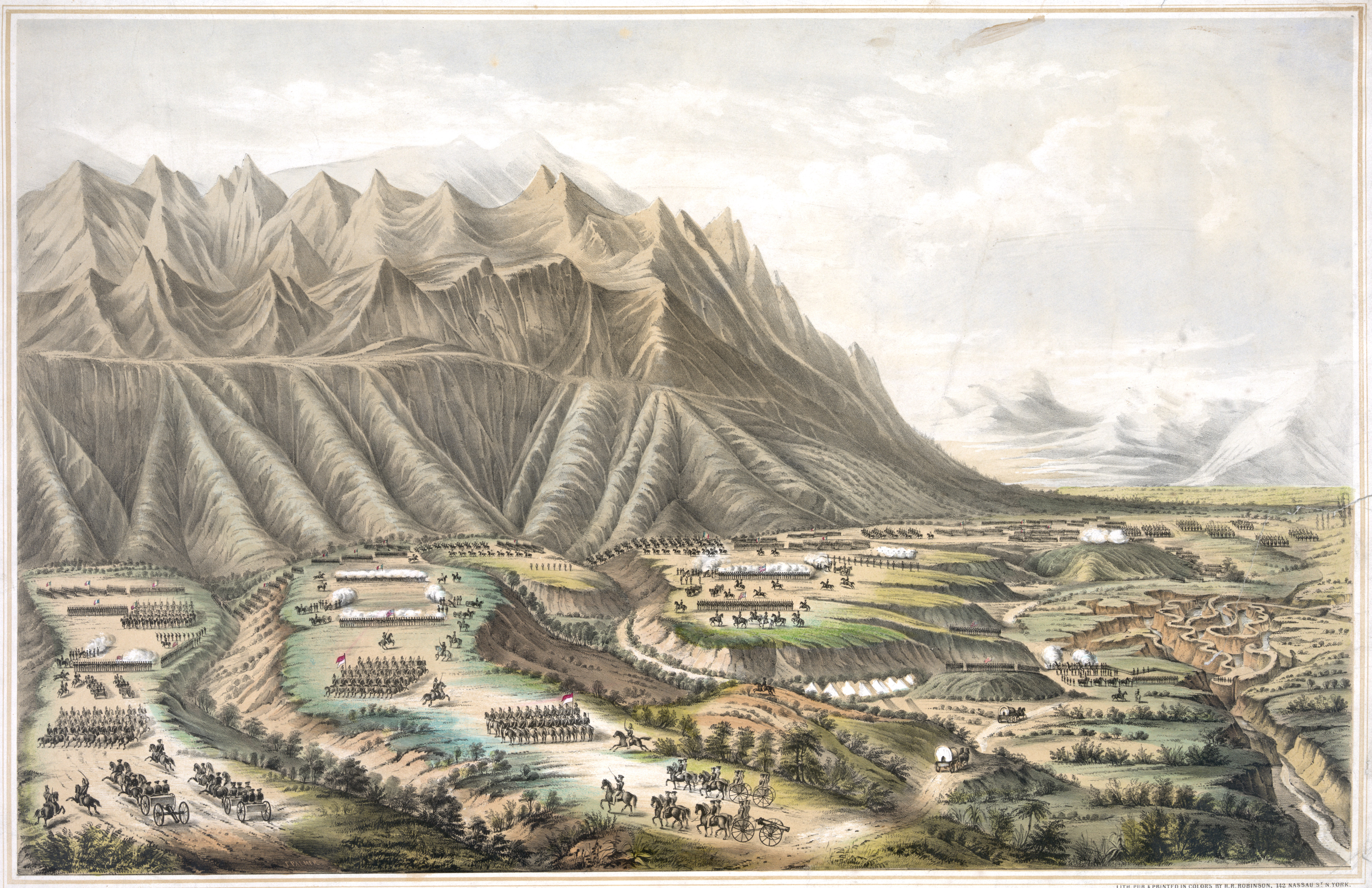
2월 23일 전투를 묘사한 1847년 출판물, 테일러 장군의 보좌관인 이튼 소령의 스케치에 근거한 것으로 남쪽 앞 그라운로 미군이 있고, 오른쪽으로 길이 보인다

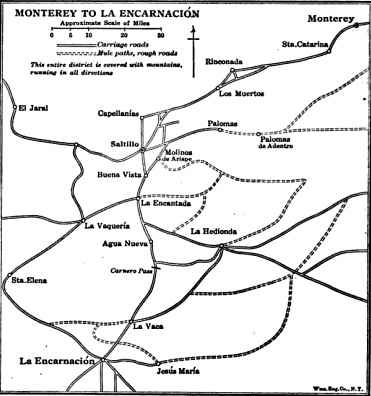
부에나 비스타의 위치

산타 안나는 미국 우군을 공격하는 척했지만, 그의 주력 공격 대상은 미국 좌군이었다.:211 울 장군은 마샬 대령 휘하에 켄터키 포병 3개 중대와 존 S. 로운 대령 휘하에 아칸소 연대 4개 중대를, 윌리스 A. 고먼 소령 휘하에 후시어즈 4개 중대를 좌군을 보강하기 위해 이동시켰다.:211 마샬 대령과 암푸디아의 병력은 오후 3시 30분경 교전을 벌였지만, 어두워지면서 교전이 끝났다.:211
어두워진 후에, 제퍼슨 데이비스 대령이 이끄는 미시시피 총병과 찰스 A. 메이의 용기병의 호위를 받은 테일러는 수비군을 점검했지만, 2월 23일 아침 9시경이 되어 귀환을 했다.:211 그날 밤, 마누엘 미첼토레나 준장은 다섯 문의 8 파운드 포를 미군 좌군 위로 이동시켰으며, 고지를 따라 다음 날 아침 날이 밝으면 측면 공격을 계획하였다.:212
2월 23일 아침, 페드로 암푸디아 장군은 조셉 레인이 지휘하는 인디애나 여단의 제2인디애나 연대가 방어하는 미군 죄군을 공격했다. 그 지원병 부대는 포병의 지원을 받았지만, 일리노이 지원군의 제2선을 따라 서서히 후퇴를 했다. 울 장군은 제인 장군에게 전령을 보내 어떤 희생을 치르더라도 전선을 사수하도록 했다. 일리노이 지원군은 멕시코군의 게센 공격 압력을 받아 싸우면서 후퇴했다.
테일러 장군은 전쟁터로 돌아가 그 존재를 부대 병사들에게 알렸다. 제퍼슨 데이비스 대령의 미시시피 소총 부대의 호위를 받고 있었다. 한편 울 장군은 토마스 W. 셔먼이 지휘하는 포병과 기병 2개 연대가 지원하는 방어 진지를 구축하여 부에나 비스타의 농장에 있는 벽을 사용하여 격파된 연대를 재결집시켰다. 제3인디애나 연대가 데이비스의 지원에 파견되었고, 2개 연대가 역V자 진형을 취했다. 멕시코군은 이 새로운 전선을 공격했다. 인디애나 연대와 미시시피 연대가 계속 총격을 퍼부었기 때문에 당황한 공격대는 잠시 후 포탄 세례를 받았다. 약 2,000명의 멕시코 병력이 움직일 수 없게 되었다. 어떤 젊은 멕시코 중위가 와서 산타 안나가 미군 지휘관을 만나고 싶다는 메시지를 전했고, 미군의 발포를 중지시키려는 계략을 시도했다. 테일러와 울 장군은 계략을 간파했지만, 함정에 빠졌던 멕시코 병력이 도망갈 수 있는 시간을 벌었다.
산타 안나는 프란시스코 페레즈 장군의 부대에 포병을 지원하여, 미군 주력 진지에 대한 공격을 재개시켰다. 브랙턴 브래그 대위의 포병은 “어떤 희생을 치르더라도 진지를 사수하라!”는 명령을 받고 포가를 유연에서 분리했다. 테일러 장군은 브래그 대위에게 말을 탄 채 짧은 대화를 나눈 후 브래그가 단발탄(canister shot)을 사용하고 있다고 대답하자 테일러는 “연발탄(double-shot)을 사용해 놈들을 지옥에 보내게! 브래그 대위”라고 명령했다. 이후 이 명령은 ”놈들에게 포도탄을 좀 더 쏴주게! 브래그 대위"로 잘못 인용되었지만, 선거 슬로건으로 이용되어 테일러를 백악관으로 보내준 구호가 되었다. 페레즈의 공격은 전장에 폭우가 내리면서 중단되었다.:217 밤 사이에 산타 안나는 승리를 선언하면서 멕시코시티에 편지를 보내 정변을 진압해야 한다는 말을 하고 아구아 누에바로 후퇴했다.

## 결과
2월 25일 아구아 누에바에서 열린 산타 안나의 전쟁위원회에서 철수를 결정했다.:217 테일러는 군대를 다시 누에바로 이끌었으며, 더 이상의 남쪽으로의 추격은 하지 못했다.:217
이 전투는 멕시코 북부에서 벌어진 최후의 주요 전투가 되었다. 테일러 장군으로서는 이 전쟁에서 최대의 전투였고, 또한 마지막이었다. 테일러 장군은 다시 미국 정계로 복귀했다. 부에나 비스타에서의 성공과 전설이 된 브래그 대위에게 지시한 말은 1848년 미국 대통령 선거에서 승리로 이어졌다. 산타 안나는 큰 손실을 입었고, 결정적인 승리를 챙길 수 있을 때, 남쪽으로 철수했다. 그 철수는 멕시코시티의 정치적 대립으로 가속화시켰다. 이후 윈필드 스콧 장군의 군대에 대항하여 멕시코시티 방어하는 처지로 전락했다.
아이오와주 부에나 비스타 군은 이 전투의 영예를 기리기 위해 1859년에 명명되었다. 미시간주 새기노 군에 있는 부에나 비스타 타운쉽, 버지니아주의 부에나 비스타 시 그리고 앨라배마주의 먼로 군 북쪽에 있는 부에나 비스타도 마찬가지이다.
이 전투에서 전사자 중 유명한 사람으로 멕시코-미국 전쟁에 반대의 목소리를 높였던 미국의 정치인 헨리 클레이의 차남 헨리 클레이 주니어가 있었다. 그 죽음은 쿠리에 앤 아이브즈와 닐 앤 페이트에 의해 소개가 되었다. 전 아칸소 주지사 아치볼드 옐과 에이브러햄 링컨의 휘그당 라이벌이었던 존 J. 하딘도 이 전투에서 전사했다.

## 같이 보기
- 몬테레이 전투
- 멕시코-미국 전쟁